# Ginevra de' Benci
Ginevra de' Benci je portretna slika Leonarda da Vincija florentinske plemkinje Ginevre de' Benci iz 15. stoletja (rojena okoli 1458). Portret naslikan v tehniki olje na lesu je leta 1967 kupila Narodna galerija umetnosti iz Washingtona, D. C. Vsota 5 milijonov ameriških dolarjev - takrat absolutna rekordna cena - je prišla iz sklada Ailsa Mellon Bruce in je bila plačana dotedanjim lastnikom družine iz Lihtenštajna. Je edina Leonardova slika v javnosti v Ameriki.

## Predmet
Ginevra de' Benci, znana mlada Florentinka, splošno velja za portretiranko. Leonardo je portret naslikal v Firencah med letoma 1474 in 1478, verjetno v spomin na poroko Ginevre z Luigijem di Bernardom Niccolinijem pri 16 letih. Verjetneje spominja na zaroko. Običajno so bili sodobni portreti žensk naročeni za obe priložnosti: zaroko ali poroko. Poročni portreti so tradicionalno nastajali v parih, pri čemer je bila ženska na desni, obrnjena proti levi; ker je ta portret obrnjen desno, bolj verjetno predstavlja zaroko.
Brinov grm, ki obdaja Ginevrino glavo in zapolni večji del ozadja, služi več kot le dekorativnim namenom. V renesančni Italiji je brin veljal za simbol ženske kreposti, medtem ko italijanska beseda za brin, ginepro, prav tako igra na ime Ginevra. Posnetki in besedilo na hrbtni strani plošče še dodatno podpirajo identifikacijo te slike. Hrbtna stran je okrašena z brinovo vejico, obdano z vencem lovorja in palme in spominja na besedno zvezo VIRTVTEM FORMA DECORAT (Krepost krasi lepoto).
Latinsko geslo VIRTVTEM FORMA DECORAT na hrbtni strani portreta je razumljeno kot simbol zapletenega razmerja med Ginevrino intelektualno in moralno vrlino na eni strani ter njeno fizično lepoto na drugi strani. Vejica brina, obdana z lovorjem in palmo, nakazuje na njeno ime. Lovor in palma sta v osebnem grbu Bernarda Bemba, beneškega veleposlanika v Firencah, čigar platonski odnos z Ginevro je razkrit v pesmih, ki sta si jih izmenjala. Infrardeči pregled je razkril Bembojevo geslo Krepost in čast pod Ginevrinim, zaradi česar je verjetno, da je bil Bembo nekako vpleten v naročanje portreta.
Portret je eden vrhuncev Narodne galerije umetnosti in mnogi ga občudujejo zaradi upodobitve Ginevrinega temperamenta. Ginevra je lepa, a stroga; nima niti kančka nasmeha in njen pogled, čeprav naprej, se gledalcu zdi ravnodušen.
V nekem trenutku je bil spodnji del slike odrezan, domnevno zaradi poškodovanosti: Ginevrine roke so bile pri tem izgubljene. Susan Dorothea White je z uporabo zlatega reza razložila, kako so bile njene roke in dlani morda postavljene v izvirniku.  Prilagoditev temelji na risbah rok Leonarda, ki naj bi bili študije za to sliko.

## Zanimivosti
- Ginevra de 'Benci je bila kot ženska znane lepote predmet desetih pesmi, ki so jih napisali člani kroga Medičejcev, Cristoforo Landino in Alessandro Braccesi, ter dveh sonetov samega Lorenza de' Medici.
- Po Giorgiu Vasariju naj bi Ginevro de' Benci na fresko Obisk Marije in Elizabete v cerkvi Santa Maria Novella v Firencah vključil tudi Domenico Ghirlandaio, vendar se zdaj verjame, da je Vasari naredil napako in da je Ghirlandaio naslikal Giovanno Tornabuoni.
- Ginevrin brat Giovanni (1456–1523) je bil Leonardov prijatelj. Ko je Vasari napisal svoje Življenje najbolj izvrstnih slikarjev, kiparjev in arhitektov, je bilo Leonardovo nedokončano Čaščenje sv. Treh kraljev v hiši Ameriga Bencija, Giovannijevega sina.
- Leta 2017 je raziskovalka in kriptografinja Carla Glori anagramirala petdeset latinskih stavkov s podpisom VINCI, oblikovanih z enakimi abecednimi črkami gesla VIRTVTEM FORMA DECORAT, dopolnjenih z latinsko besedo iuniperus (brin [vejica]).[7] Glori trdi, da anagrami tvorijo skladno besedilo in imajo pomen, ki se nedvoumno nanaša na portret in biografijo Ginevre Benci.